# Pristimantis geminus
Pristimantis geminus é uma espécie de anfíbio caudado da família Strabomantidae. Está presente na Venezuela. A UICN classificou-a como deficiente de dados.